# Biophytum panamense
Biophytum panamense är en harsyreväxtart som beskrevs av A. Lourteig. Biophytum panamense ingår i släktet Biophytum och familjen harsyreväxter. Inga underarter finns listade i Catalogue of Life.